# Еплтон Сити (Мисури)
Еплтон Сити (енгл. Appleton City) град је у америчкој савезној држави Мисури.

## Демографија
По попису из 2010. године број становника је 1.127, што је 187 (-14,2%) становника мање него 2000. године.
| Група             | 2000.         | 2010.         |
| Белци             | 1.290 (98,2%) | 1.087 (96,5%) |
| Афроамериканци    | 0 (0,0%)      | 7 (0,6%)      |
| Азијати           | 0 (0,0%)      | 0 (0,0%)      |
| Хиспаноамериканци | 6 (0,5%)      | 8 (0,7%)      |
| Укупно            | 1.314         | 1.127         |